# Viss (Hungria)
Viss é um município da Hungria, situado no condado de Borsod-Abaúj-Zemplén. Tem 13,91 km² de área e sua população em 2015 foi estimada em 678 habitantes.